# Chimera
Шаблон:Військове формування
CHIMERA — бойова FPV-група, що діє у складі підрозділу Сталевий кордон Державної прикордонної служби України. Є першим формуванням ДПСУ, яке з 2023 року успішно застосовує FPV-дрони для ураження ворожих цілей.

## Структура
CHIMERA входить до складу ударного підрозділу «Сталевий кордон». До складу групи входять оператори дронів, розвідники та технічні спеціалісти. Керівник групи має позивний Mikki.

## Участь у бойових діях

### 2023–2024
- Куп’янський напрямок: проведено серію FPV-ударів по техніці противника.
- Вовчанськ, травень 2024: група брала участь в обороні міста, знищувала бронетехніку противника.
- Курська область (територія РФ), серпень 2024: залучена до рейдів у прикордонній зоні з метою ураження логістики ворога.

Відео бойових дій регулярно публікуються в офіційному телеграм-каналі групи — @CHIMERA_V.

## Символіка
Символ групи — білий череп з атакуючим дроном та гаслом Death from the sky. Використовується у патчах, нашивках та цифровій атрибутиці.

## Історія
Група CHIMERA була сформована у 2023 році як перший бойовий FPV-підрозділ у структурі ДПСУ. Її створення стало частиною масштабної адаптації українських сил безпеки до сучасної війни з широким використанням безпілотників.
З початку 2024 року група бере участь у ключових оборонних та наступальних операціях на прикордонних напрямках, зокрема:
- **Оборона Вовчанська** — у травні–червні 2024 року CHIMERA застосовувала FPV-дрони для знищення техніки та живої сили противника;
- **Куп’янський напрямок** — операції в зоні активних бойових дій на Харківщині;
- **Операції на території Російської Федерації** — участь у ударах FPV-дронами по російських позиціях у Курській та Бєлгородській областях, включаючи знищення РСЗВ «Ураган»[1] та САУ «Мста-С»[2].

## Завдання та тактика
CHIMERA виконує:
- тактичну аеророзвідку на лінії фронту та в тилу ворога;
- удари FPV-дронами по бронетехніці, артилерійських установках, спостережних пунктах та живій силі;
- ведення бойових дій у складі штурмових і прикордонних мобільних груп.

Тактика базується на «роєвому» застосуванні дронів, координації з іншими підрозділами ДПСУ та використанні точних ударів по цілях на території РФ.

## Назва та емблема
Назва CHIMERA походить від міфологічної істоти, що поєднує ознаки кількох хижаків — символ гібридної сили, гнучкості та смертоносності. Група активно використовує гасло:
«Death from the Sky» (Смерть з неба)
Емблема — стилізований череп з геометричними лініями, що символізують дрони, і центральним клиноподібним силуетом, що нагадує FPV-дрон. Угорі розміщено гасло, внизу — назва підрозділу. Зображення поширюється в офіційних відео та неформальних каналах, пов’язаних з підрозділом.

## Публічність та ЗМІ
Група CHIMERA стала публічно впізнаваною завдяки:
- відео з бойових дій у Telegram-каналах: Сергій Стерненко, DeepState;
- репортажам ДПСУ;
- публікаціям в українських і закордонних ЗМІ.

## Відомі бойові операції
- Оборона Вовчанська (2024)
- Бої на Куп’янському напрямку (2023)
- Удари по Курській області (2024-2025)
- Ураження цілей у Бєлгородській області 2023-2024